# 米莱娜·帕夫洛维奇-巴里利
米莱娜·帕夫洛维奇-巴里利（1909年11月5日—1945年3月6日）是塞爾維亞画家和诗人，也是知名的現代主義女性艺术家之一。

## 生平
父亲是意大利作曲家布鲁诺·巴里利；母亲是塞尔维亚王国卡拉喬傑維奇王朝的后代，曾在慕尼黑的一所音乐学院学习钢琴和演唱。父母于1905年11月在慕尼黑相识。
米莱娜出生在波扎雷瓦茨，1922–1926年在塞尔维亚贝尔格莱德皇家艺术学院学习，1926年在慕尼黑美术学院学习，师从弗朗茨·冯·施图克。1928年夏离开慕尼黑，与母亲一起前往巴黎，参观了卢浮宫。
1930年开始，在西班牙、罗马、法国、伦敦等地旅游，受让·谷克多、安德烈·布勒東和乔治·德·基里科等大师的影响。1939年第二次世界大战爆发前夕，从勒阿弗尔搬到了纽约。1940年，受萨尔瓦多·达利参展画商的邀请，在纽约举办了个人画展。
1943年5月，在华盛顿的一场画展中遇到了一位年轻的美国飞行员士官，同年12月结婚。1944年夏，在新婚旅行的一次郊游途中不幸从马背坠地，背部摔伤。
1945年3月由于心脏病发作，猝死在纽约的公寓里。1947年遗体被转移到罗马，1949年8月5日埋葬在泰斯塔西奥公墓。

## 遗产
在去世后，她的一些画作在意大利罗马、美国纽约的博物馆以及塞尔维亚貝爾格勒當代藝術博物館和家乡波扎雷瓦茨的展览馆展出。
她一生还用意大利语、西班牙语、法语和塞尔维亚语4种语言写了60首诗，其中一些发表在各国报刊杂志上。

## 图集

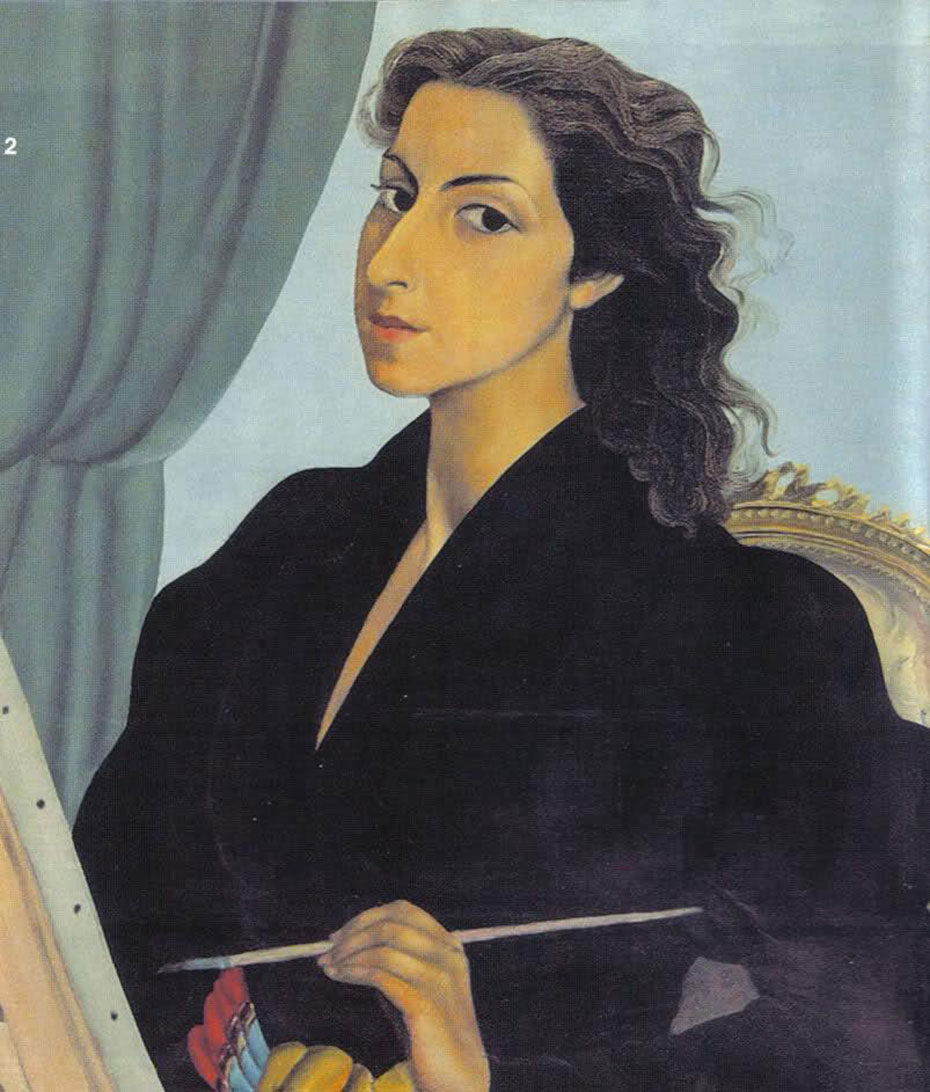
自画像，1938年
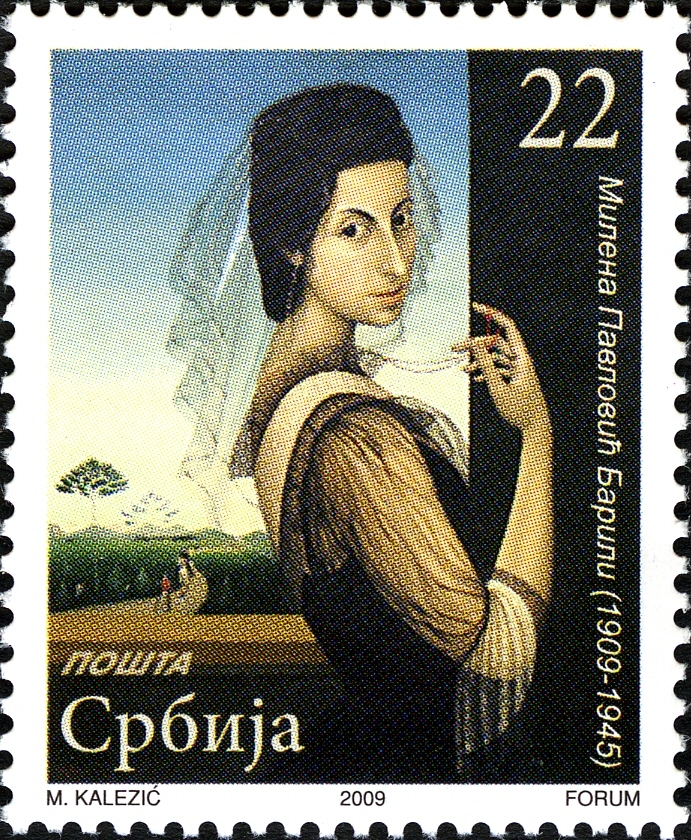
2009年塞尔维亚邮票
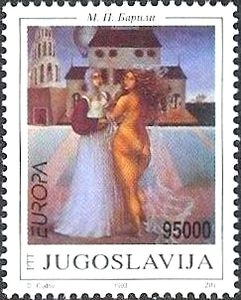
1993年南斯拉夫邮票
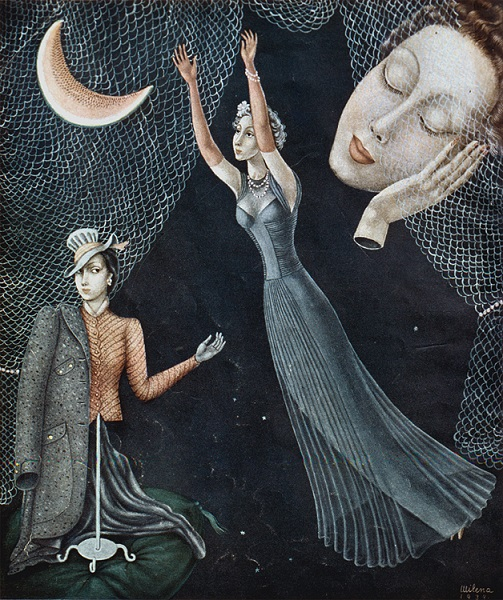
1940年